# Naheweinstraße
Die Naheweinstraße ist neben der Deutschen Alleenstraße, der Deutschen Edelsteinstraße sowie der Hunsrück Schiefer- und Burgenstraße eine von vier touristischen Straßen, welche die rheinland-pfälzische Region Naheland erschließen. Weiterhin ist sie eine von acht weinbezogenen Themenrouten im Bundesland Rheinland-Pfalz. Namengebend für Weinanbaugebiet und Weinstraße ist die Nahe, ein 130 Kilometer langer, linker Nebenfluss des Rheins.

## Streckenverlauf
Die weintouristische Themenroute verbindet 35 Weinorte auf einer 130 Kilometer langen Strecke durch das viertgrößte rheinland-pfälzische Anbaugebiet. Eröffnet wurde der Rundkurs erstmals im September 1971. Nach erfolgreicher Installationen der bundeseinheitlichen Routenbeschilderung gemäß den Richtlinien für touristische Hinweisbeschilderung (RtH) erfolgte am 19. September 2009 die Wiedereröffnung.
Der Streckenverlauf untergliedert sich in eine Nordroute und eine Südroute. Die Nordroute beginnt in Bingen-Bingerbrück und verläuft über Münster-Sarmsheim, Rümmelsheim/Burg Layen, Waldlaubersheim, Genheim, Schweppenhausen, Windesheim, Guldental, Gutenberg, Wallhausen, Sommerloch, Braunweiler, St. Katharinen, Mandel, Sponheim, Burgsponheim, Bockenau, Daubach, Auen und Monzingen. Sie endet in Martinstein im Nahetal, dem westlichsten Ort des Weißweinanbaugebietes. Die Nordroute führt somit entlang der südlichen Ausläufer des Hunsrücks und streift den Naturpark Soonwald-Nahe. Die Südroute verläuft ab Martinstein über Merxheim, Meddersheim, Bad Sobernheim, Staudernheim, Odernheim am Glan, Duchroth, Oberhausen, Niederhausen, Norheim, Bad Münster am Stein-Ebernburg, Bad Kreuznach, Bretzenheim, Langenlonsheim, Laubenheim nach Bingen am Rhein.
Am Streckenabschnitt bei Bad-Münster am Stein-Ebernburg liegen die größten zusammenhängenden Gradierwerke Europas, die gleichzeitig das größte Freiluftinhalatorium Europas bilden. Direkt am Streckenverlauf befindet sich mit dem Rotenfels (327 m ü NN), gelegen am Prallhang bei Traisen, die höchste Felssteilwand zwischen Alpen und Skandinavien.

## Landschaft und Geologie
Landschaft und Geologie präsentieren sich im Anbaugebiet Nahe vielfältig, geprägt von unterschiedlichen erdgeschichtlichen Zeitaltern. Hier stoßen Rheinisches Schiefergebirge, Nahe-Hügelland, Nordpfälzer Bergland und die Ausläufer des Mainzer Beckens zusammen. Alle werden von der Nahe und ihrer nördlichen und südlichen Zuflüssen durchzogen. Jeder Landschaftsteil besitzt ein eigenes geologisches Inventar. Die ältesten Gesteine der Region finden sich im Soonwald, dem südlichsten Teil des Rheinischen Schiefergebirges.
Die Vielfalt an Gesteinen prägt heute die Weinbergsböden des Anbaugebietes. Über 350 Bodenformen werden unterschieden. Alle haben ihren speziellen Einfluss auf die Wuchsbedingungen der Rebstöcke und deren Wurzeln. Über die Wurzeln, welche die Rebe mit Nährstoffen und Wasser versorgen, wirken die Böden auf die Güte und die geschmackliche Grundprägung des Weins ein.

## Weinbergshäuser
Entlang der Naheweinstraße sowie im gesamten Anbaugebiet Nahe finden sich vielerorts landschaftsprägende Weinbergshäuser als Belege der Wein- und Baukultur vergangener Jahrhunderte. Die Kleinstbauten in den Weinbergen waren für die beschwerlichen Arbeiten früherer Winzergenerationen unentbehrlich. Zweckgerecht dienten die Weinbergshäuser der Materialaufbewahrung, als Schutzhütten für Weinbergshüter, den Winzern und deren Arbeiter zur Einnahme der Mahlzeiten und als Unterkünfte bei Gewittern. Entsprechend der funktionalen Aufgabe blieben die Hütten in ihrer Ausstattung schlicht.
Innerhalb des Weinanbaugebietes Nahe weisen die typischen Bauten größere Unterschiede auf. Sie können überwiegend auf das 18. und 19. Jahrhundert bestimmt werden. Entlang der Naheweinstraße sind sie beliebte Postkartenmotive. Sie dienen den Winzern als Räume für Weinerlebnisse und sind bei Radfahrern und Wanderern beliebte Rastplätze. Eindrucksvolle Beispiele dieser bäuerlichen Nutzgebäude finden sich in den Gemeinden Altenbamberg, Jeckenbach, Mandel, Martinstein, Niederhausen, Odernheim, Rehborn und Stromberg.
- Schmalberghaus im Königinnenweinberg auf dem Norheimer Kafels wurde am 30. Juni 2002 nach Instandsetzung eingeweiht.
- Weinbergshaus nördlich des Ortskerns von Jeckenbach weist einen historisierenden Satteldachbau, der 1920er Jahre auf.
- Weinbergshaus der Gemarkung Eilbacher Hang in Altenbamberg ist gründerzeitlicher Klinkerbau, um 1890.
- Weinbergshaus bei Mandel gründerzeitlicher Backsteinbau, Belvedere, wohl spätes 19. Jh.
- Weinbergshaus bei Martinstein wohl, um 1910/20.
- Weinbergshaus bei Niederhausen achteckiger Putzbau, 19. Jh.
- Weinbergshaus bei Niederhausen halbrunder gotisierender Turm, Bruchstein, Ende 19. Jh.
- Weinbergshaus bei Odernheim Fachwerk, wohl 18./Anfang 19. Jh. direkt am Disibodenberg gelegen.
- Weinbergshaus Rehborn links des Glan, westlich des Ortes Putzbau, Mitte 19. Jh.
- Weinbergshaus Stromberg südöstlich des Ortes gründerzeitlicher Backsteinbau, Ende 19. Jh.

## Remischen
Das Remischen gilt als typisches, traditionelles Weinglas des Anbaugebietes. Der Name wird aus französischer Sprache (la remise = Schuppen zur Weinlagerung) und Latein abgeleitet. Remischengläser lassen sich an ihrer schlichten Form erkennen. Seit Generationen verwenden Weinbauern, traditionelle Weinwirtschaften und Straußwirtschaften das Remischen als kennzeichnendes Weinglas. Im Remischenglas, das ein Volumen von 0,2 Litern aufweist, werden Schoppenweine ausgeschenkt. Die heimische Bevölkerung bezeichnet häufig die offenen Alltagsweine als Remischen.
In 12 Gemeinden des Anbaugebietes erinnern sogenannte Remischensteine an das Remischenglas. Mit den markant geformten Steinen soll diese weinkulturelle Besonderheit erhalten werden. Remischensteine befinden sich entlang des direkten Verlaufes der Naheweinstraße in Duchroth, Bad Münster am Stein-Ebernburg, Genheim, Norheim, Wallhausen, Niederhausen, Schweppenhausen sowie in Altenbamberg und Hochstätten. Weitere Standorte im Anbaugebiet befinden sich in Weiler bei Bingen, Roxheim und Bosenheim.

## Weinlagen
Das Weinland Nahe besteht heute aus dem Bereich Nahetal mit einer Gesamtgröße von ca. 4.000 Hektar. Darin sind die sechs Großlagen Schlosskapelle, Pfarrgarten, Rosengarten, Kronenberg, Burgweg, Paradiesgarten enthalten, die für den Qualitätsweinbau jedoch nur noch eine untergeordnete Rolle spielen. 310 Einzellagen werden im Naheland (05/2009) noch bewirtschaftet.
Der überwiegende Teil der Weinberge im Naheland besitzen eine Hangneigung bis zu 30°. Landschaftsprägende Steillagen mit Hangneigung von bis zu 50° Neigung befinden sich besonders in den Tälern von Nahe, Glan, Alsenz, Gräfenbach, Guldenbach und Trollbach. Steilstlagen, die eine Neigung von über 50° aufweisen, spielen für den Weinbau an der Nahe nur eine untergeordnete Rolle. Steilstlagen befinden sich beispielsweise in den Gemeinden Odernheim, Schloßböckelheim, Norheim, Traisen und Bad Münster am Stein-Ebernburg. Insgesamt acht terrassierte Weinberge werden noch im Weinland Nahe bewirtschaftet. Die natur- und kulturlandschaftlich gegebenen Unterschiede werden von der Naheweinstraße aus sichtbar.

## Klima
Das Weinanbaugebiet Nahe ist, so wie die 13 Anbaugebiete eine der klimatisch begünstigten Regionen Deutschlands. Im Norden halten die Höhenzüge von Idar-, Soon- und Bingerwald, als Höhenzüge des Hunsrück, Wind und Niederschläge ab. Wegen dieser begünstigten Lage zählt das Weinanbaugebiet zu den niederschlagärmsten Regionen im Bundesgebiet. Im Naheland herrscht ein ausgewogenes Klima mit warmen Sommern und milden Wintern vor. Dies ergibt sich aus optimalem Zusammenspiel günstiger Standortfaktoren wie Niederschlag, Exposition, Sonneneinstrahlung, Neben, Durchlüftung usw. Die Reben werden überwiegend auf den geschützten sonnenverwöhnten südlich ausgerichteten Weinbergen kultiviert. Der Frühling zieht bereits drei bis vier Wochen früher im Weinanbaugebiet ein als in den Höhenlagen des angrenzenden Hunsrücks. Die klimatische Sonderstellung des Nahetals wird bereits an der Schneeglöckchenblüte im Februar deutlich.

## Naheglut
Weinreben und Rosen hatten im Arbeitsalltag früherer Winzergenerationen eine größere Bedeutung. Beides sind althergebrachte Kulturpflanzen, die beinahe homogene Vegetationsperioden besitzen und Vegetationsbedingungen benötigen. Die Differenz liegt in der höheren Krankheitsanfälligkeit der Rose im Vergleich zum Rebstock begründet. Daher pflanzten Weinbauern die empfindlicheren Rosen an den Anfang jeder bestockten Rebzeile als Indikatorpflanzen. Durch zeitgemäße Schädlings- und Krankheitsbekämpfungsmethoden ist diese Methode heute in Vergessenheit geraten. Diese Art der Pflanzung lässt sich auf der Naheweinstraße besonders ausgeprägt auf der L235 zwischen Duchroth und Oberhausen/Nahe betrachten.
Die Rose des Nahelandes firmiert auch unter der Bezeichnung That’s Jazz. Auf den Namen „Naheglut“ wurde die Rose des Nahelandes getauft. Der Name der Rose des Nahelandes lässt sich von der tiefroten bis fast schwarzen Farbe der Blüten ableiten. Die Blüten der stark wachsenden bis zu drei Meter hohen Kletterrose ist entlang der Naheweinstraße sowie in den weinbautreibenden Gemeinden von Juni bis Mitte Oktober zu bewundern. Exemplarisch für Naheglut / That’s Jazz ist die Weinbaugemeinde Duchroth.

## Weinwanderweg Rhein-Nahe
Der 98 Kilometer lange Weinwanderweg Rhein-Nahe erschließt neben der Naheweinstraße das Anbaugebiet Nahe.

## Hauptattraktionen entlang der Naheweinstraße
- Mäuseturm im Rhein bei Bingen, Burg Klopp in Bingen, Drususbrücke über die Nahe bei Bingen
- Orgel-Art-Museum in Windesheim, Ruine Gutenburg in Gutenberg, Schloss Wallhausen in Wallhausen
- Klosterkirche in Sponheim, Barfußpfad in Bad Sobernheim, Rheinland-Pfälzisches Freilichtmuseum in Bad Sobernheim
- Draisinenstrecke ab Staudernheim, Klosterruine Disibodenberg in Odernheim, Rotenfels bei Traisen
- Ebernburg in Bad Münster am Stein-Ebernburg, Rheingrafenstein in Bad Münster am Stein-Ebernburg, Kurhaus in Bad Münster am Stein-Ebernburg
- Gradierwerke im Salinental (Bad Kreuznach / Bad Münster am Stein-Ebernburg), Brückenhäuser in Bad Kreuznach, Eremitage bei Bretzenheim